# Reprezentacja Holandii na Mistrzostwach Europy w Wioślarstwie 2008
Reprezentacja Holandii na Mistrzostwach Europy w Wioślarstwie 2008 liczyła 2 sportowców. Najlepszymi wynikami było 5. miejsce w jedynce mężczyzn.

## Medale

### Złote medale
Brak

### Srebrne medale
Brak

### Brązowe medale
Brak

## Wyniki

### Konkurencje mężczyzn
- jedynka (M1x): Robin Van Keeken – 5. miejsce

### Konkurencje kobiet
- kobiet (W1x): Jacobine Veenhoven – 12. miejsce